# Tour de Fatih Sultan Mehmet
Le Tour de Fatih Sultan Mehmet (officiellement Tour of Fatih Sultan Mehmet) est une course cycliste masculine par étapes qui se déroule dans la région d'Edirne en Turquie. Créée en 2018, elle fait partie du calendrier de l'UCI Europe Tour en catégorie 2.2.
La première édition est constituée de deux étapes : la 1re autour d'Edirne et la 2e d'Edirne à Kirklareli. En 2019, ces deux étapes constituent deux courses distinctes,.

## Palmarès du Tour de Fatih Sultan Mehmet
| Année | Vainqueur      | Deuxième          | Troisième         |
| ----- | -------------- | ----------------- | ----------------- |
| 2018  | Galym Akhmetov | Sergey Luchshenko | Stanislau Bazhkou |

## Palmarès du Fatih Sultan Mehmet Edirne Race
| Année | Vainqueur   | Deuxième         | Troisième   |
| ----- | ----------- | ---------------- | ----------- |
| 2019  | Onur Balkan | Samir Jabrayilov | Ahmet Örken |

## Palmarès du Fatih Sultan Mehmet Kirklareli Race
| Année | Vainqueur   | Deuxième         | Troisième      |
| ----- | ----------- | ---------------- | -------------- |
| 2019  | Ahmet Örken | Samir Jabrayilov | Lahcen Sabbehi |